# Tegut

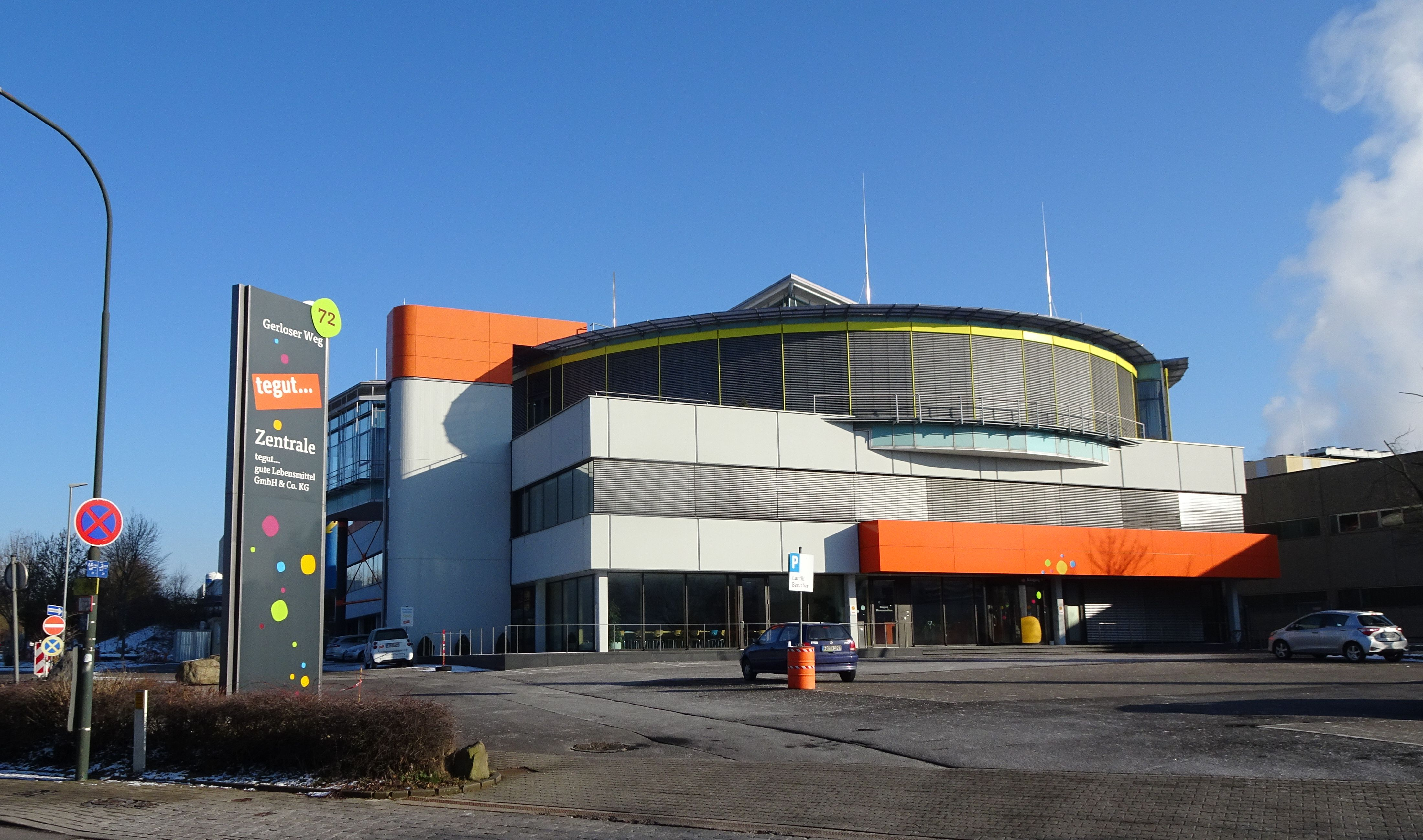
Tegut-Zentrale, Fulda

Tegut (Eigenschreibweise: tegut…) ist ein deutsches Handelsunternehmen und Vollsortimenter im Lebensmitteleinzelhandel mit Hauptsitz in Fulda. Tegut betreibt über 300 Filialen mit rund 8400 Mitarbeitern in Hessen, Bayern, Niedersachsen, Rheinland-Pfalz, Thüringen und Baden-Württemberg. Seit Januar 2013 ist Tegut im Besitz des Schweizer Einzelhandelsunternehmens Genossenschaft Migros Zürich, eines Gesellschafters des Migros-Genossenschafts-Bundes.

## Geschichte
Das Handelsunternehmen wurde 1947 von Theo Gutberlet unter dem Namen Thegu gegründet, der aus den Anfangsbuchstaben seines Vor- und Zunamens abgeleitet war. 1955 folgte die Umbenennung in Tegut. Ab 1961 hießen die größeren Filialen HaWeGe als Akronym für „HandelsWarenGesellschaft“ und ab 1973 die kleineren Okay. 1972 entstand eine eigene Wurst- und Fleischverarbeitung als Tochterunternehmen kff Kurhessische Fleischwaren GmbH. Im Jahr 1973 übernahm Wolfgang Gutberlet, der Sohn des Unternehmensgründers, die Führung des Unternehmens. 1989 wurde das Unternehmen in eine Stiftung überführt, deren Aufsichtsrat die Geschäftsführer einsetzt.
Seit 1982 engagiert sich das Unternehmen für den Anbau und die Vermarktung von Bio-Lebensmitteln. Dazu trägt besonders die eigene Wurst- und Fleischverarbeitung sowie die 1996 als weiteres Tochterunternehmen gegründete Bio-Bäckerei herzberger Bäckerei GmbH bei. Im Jahr 1997 war Tegut der erste Lebensmittelhändler in Deutschland, der Zahlungen per Kreditkarte akzeptierte. 1998 wurde die Firma in tegut… umbenannt. Die Märkte firmieren nun ebenfalls unter diesem Namen. Mit dem Konzept „Lädchen für alles“ hat Tegut 2010 das Konzept des Tante-Emma-Ladens aufgegriffen und kleinere Geschäftslokale auf dem Land und in Stadtteilen eingerichtet, um eine ortsnahe Versorgung auch in kleineren Gemeinden zu erreichen.
Am 11. Oktober 2012 wurde die Übernahme der aus sechs Einzelfirmen bestehenden Handelssparte von Tegut durch das Schweizer Einzelhandelsunternehmen Genossenschaft Migros Zürich (GMZ), einen Gesellschafter des Migros-Genossenschafts-Bundes, bekanntgegeben. Die Transaktion wurde nach Erhalt der kartellbehördlichen Genehmigung und der Zustimmung der Verwaltung des Migros-Genossenschafts-Bundes im Januar 2013 wirksam, und die GMZ übernahm die Handelssparte der ehemaligen „tegut… Gutberlet Stiftung & Co. KG“.
Die weiteren Betriebe der ehemaligen „tegut… Gutberlet Stiftung & Co. KG“, insbesondere die Produktionsbetriebe Herzberger Bäckerei und KFF (Kurhessische Fleischwaren Fulda) sowie die landwirtschaftlichen Betriebe, verblieben bei der neuen „W–E–G Stiftung & Co. KG“. Die Anteile der Gutberlet-Stiftung an der KFF, die wegen des durch die Migros-Übernahme bedingten Wegfalls ihres Hauptkunden Tegut existentiell bedroht war, wurden Ende 2016 an einen Heimtiernahrungshersteller, die Deuerer-Gruppe aus Bretten, verkauft. Im Mai 2017 wurde die Herzberger Bäckerei wieder in die Tegut-Gruppe eingegliedert. Ende April 2021 machte dem Unternehmen eine Cyberattacke zu schaffen, welche durch den Ausfall des Warenwirtschaftssystems für leere Regale sorgte. Von den Hackern wurde eine Datenbank mit persönlichen Daten von Kundenkartenbesitzern im Darknet veröffentlicht.
2023 übernahm Tegut 19 Filialen und alle Mitarbeitenden der insolventen Bio-Supermarktkette Basic. Nach und nach werden die übernommenen Filialen auf Tegut-Filialen umgestellt.
Seit 2013 hat Tegut nur in vier Jahren keinen Verlust erwirtschaftet. Nach den hohen Verlusten der schweizerischen Muttergesellschaft in den Jahren 2022 und 2023, für die auch das Deutschlandgeschäft mit Tegut verantwortlich gemacht wurde, teilte die Genossenschaft Migros Zürich 2024 mit, dass eine Veräußerung von Tegut dennoch nicht geplant sei. Laut der Lebensmittel Zeitung will die Migros bis Ende 2024 entscheiden, wie es mit Tegut weitergeht. Am 14. November 2024 wurde bekannt, dass Migros Zürich jede zehnte Filiale verkaufen will, 120 Vollzeitstellen in ihrer Zentrale in Fulda abbaut und die Geschäftsleitung erneuert wurde. Der bisherige Geschäftsführer Thomas Gutberlet, der Enkel des Unternehmensgründers, verließ das Unternehmen per sofort. Er hatte den Vorsitz seit dem 30. August 2009 in dritter Generation inne. Anfang Dezember 2024 gab die Genossenschaft Migros Zürich bekannt, dass sie Tegut eine Frist bis Ende 2026 gesetzt habe, um wieder Schwarze Zahlen zu schreiben.
Die Logistikstandorte in Seebergen und Fulda wurden Anfang 2024 geschlossen. Seit dem Juli 2024 läuft die Logistik über das neue Logistikzentrum Michelsrombach, welches direkt an der A7 liegt.

## Entwicklung

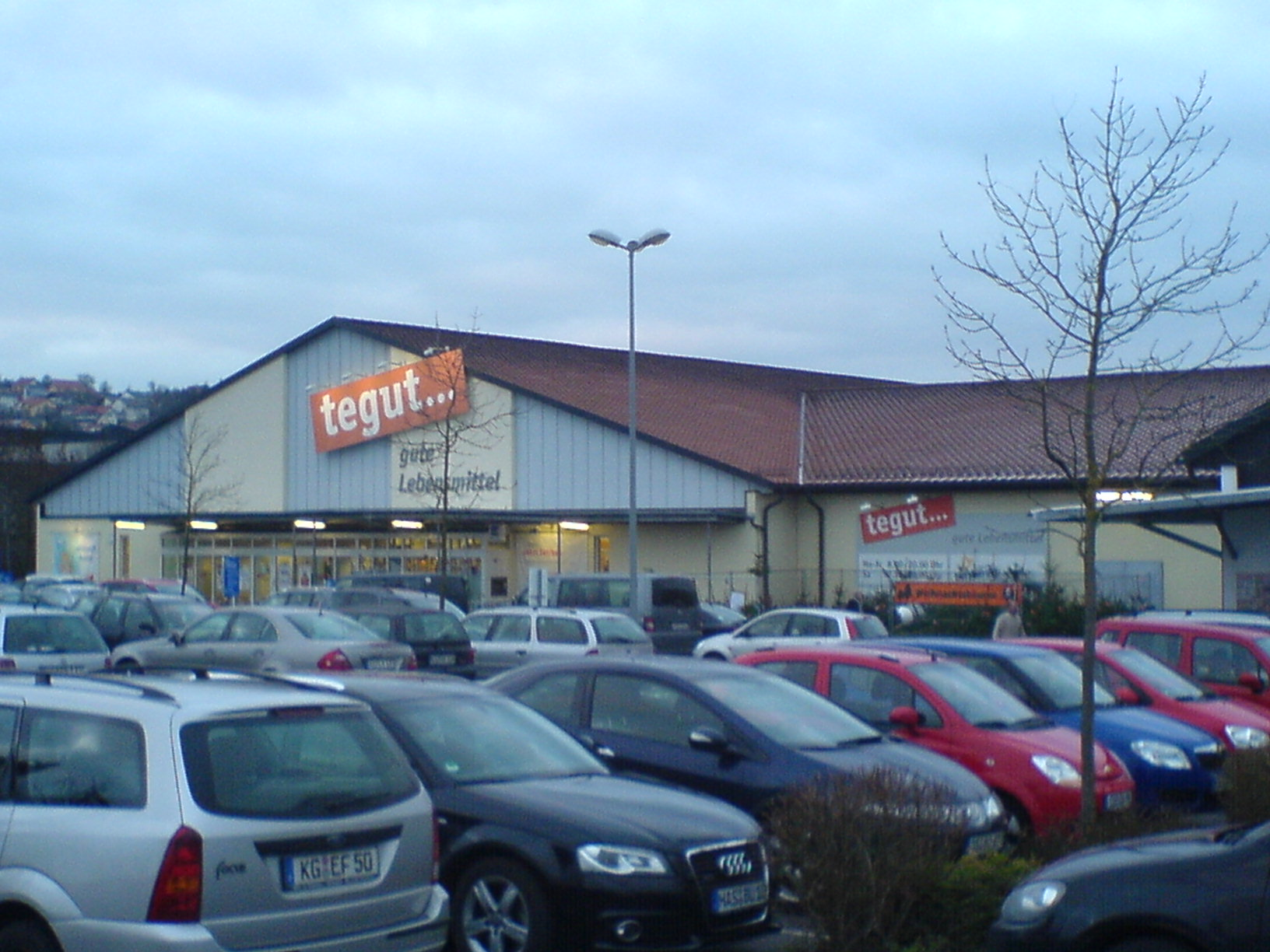
Geschäftslokal in Bad Kissingen

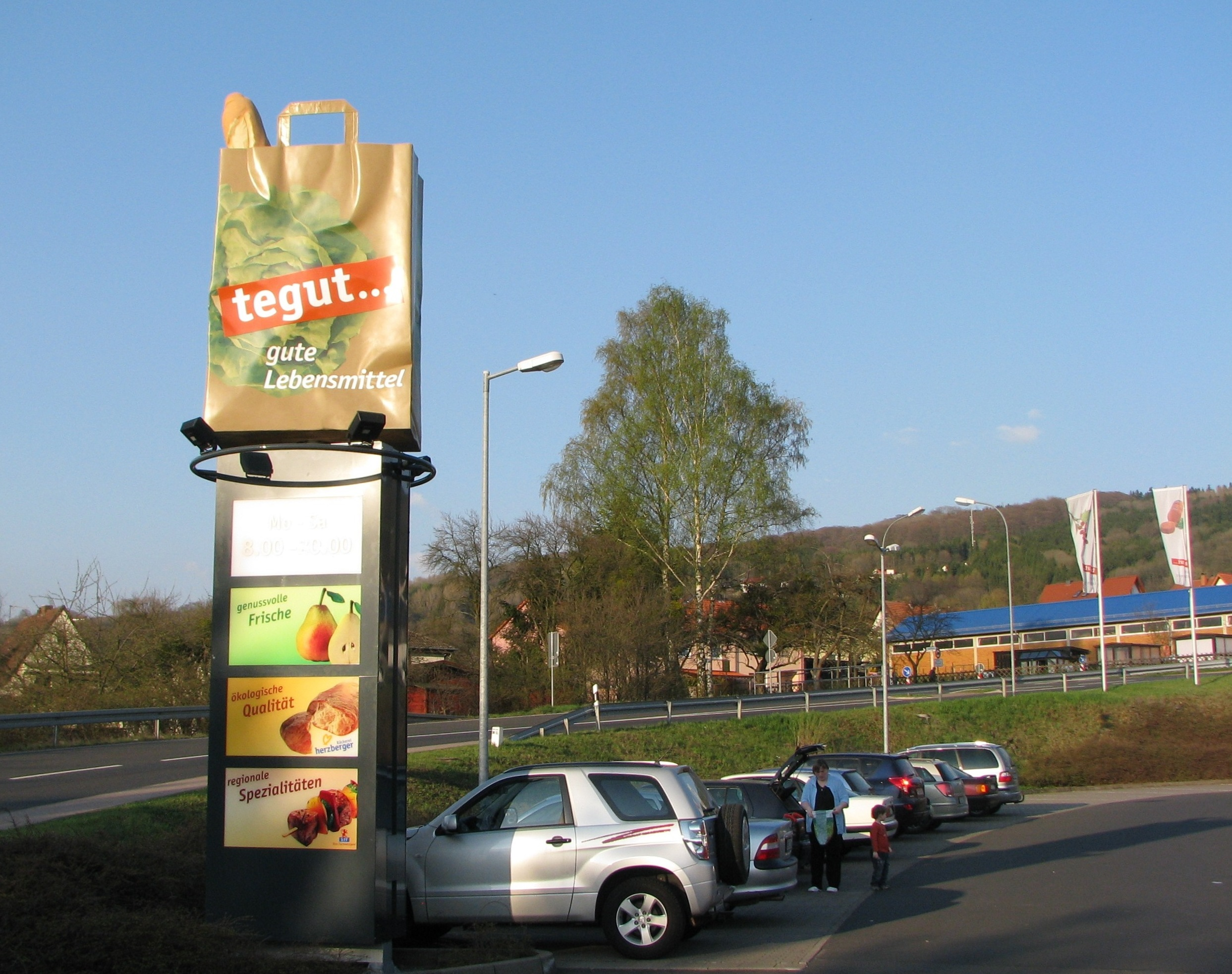
Tegut in Tann (Rhön)

| Jahr | Filialen | Mitarbeiter | Umsatz       |
| ---- | -------- | ----------- | ------------ |
| 2023 | 345      | 7700        | 1,28 Mrd. €  |
| 2022 | 315      | 7600        | 1,25 Mrd. €  |
| 2021 | 296      | n. b.       | 1,25 Mrd. €  |
| 2020 | 283      | ca. 8000    | 1,26 Mrd. €  |
| 2019 | 275      | 7000        | 1,069 Mrd. € |
| 2018 | 273      | n. b.       | 1,035 Mrd. € |
| 2017 | 273      | n. b.       | 1,008 Mrd. € |
| 2016 | 272      | 5780        | 996 Mio. €   |
| 2015 | 273      | 5500        | 981 Mio. €   |
| 2014 | 280      | n. b.       | 970 Mio. €   |
| 2013 | 280      | n. b.       | 980 Mio. €   |
| 2011 | 309      | 6353        | 1,17 Mrd. €  |
| 2010 | 309      | 6301        | 1,15 Mrd. €  |
| 2009 | 301      | 6058        | 1,117 Mrd. € |
| 2008 | 305      | 6247        | 1,112 Mrd. € |
| 2007 | 305      | 6181        | 1,100 Mrd. € |
| 2006 | 303      | 5847        | 1,064 Mrd. € |
| 2005 | 301      | 5412        | 1,030 Mrd. € |
| 2004 | 301      | 5146        | 1,000 Mrd. € |
| 2003 | 300      | 5065        | 972 Mio. €   |
| 2002 | 308      | 6951        | 948 Mio. €   |
| 2001 | 316      | 7671        | 1,010 Mrd. € |
| 2000 | 331      | 7482        | 971 Mio. €   |
| 1997 | 360      | 8000        | 971 Mio. €   |
| 1993 | 294      | 6700        | 869 Mio. €   |
| 1988 | 141      | 3200        | 368 Mio. €   |
| 1983 | 197      | 2400        | 286 Mio. €   |
| 1978 | 67       | 1400        | 179 Mio. €   |
| 1973 | 53       | 1000        | 105 Mio. €   |
| 1968 | 45       | 500         | 38,3 Mio. €  |
| 1953 | 7        | 35          | 562.400 €    |
| 1947 | 2        | 2           | 12.700 €     |

## Märkte
Die über 300 Filialen befinden sich in relativer Nähe zum Firmensitz im osthessischen Fulda, seit der vom neuen Eigentümer Migros begonnenen Expansionspolitik auch im Raum Stuttgart und München. Diese werden vom Zentrallager in Fulda sowie vom thüringischen Seebergen aus beliefert. Im größten Teil Hessens, Thüringens und im Westen Frankens ist Tegut weitgehend flächendeckend vertreten. Dazu kommen einige Filialen im rheinland-pfälzischen Mainz und im Raum Göttingen in Südniedersachsen. 2014 wurde in Stuttgart der erste Markt außerhalb des bisherigen Verbreitungsraums eröffnet.

### teo

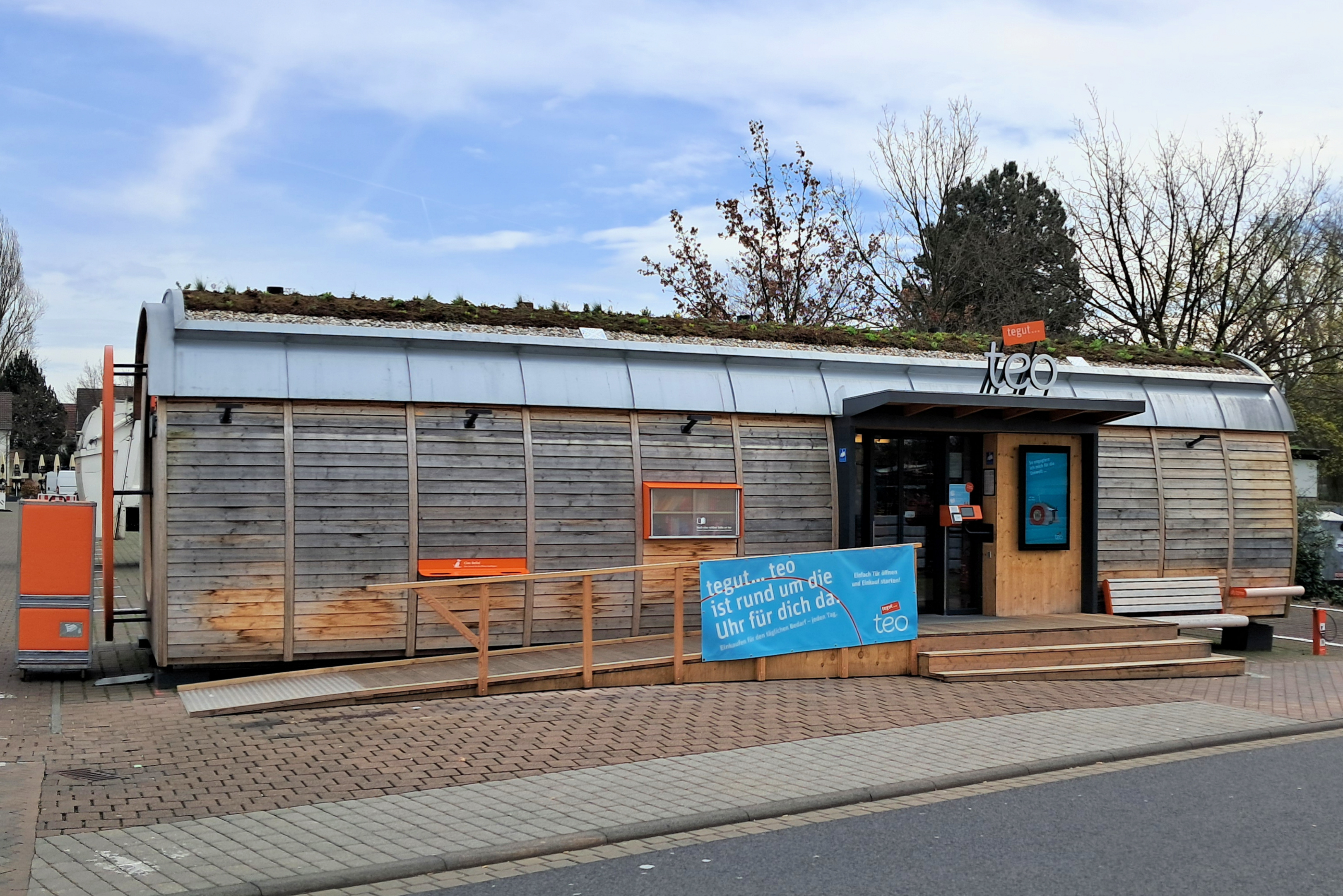
Tegut teo-Markt in Egelsbach

Im November 2020 wurde in Fulda der erste tegut… teo-Laden mit einem neuen, seinerzeit innovativen Ladenkonzept eröffnet. Der digitale und verhältnismäßig nachhaltige Kleinstladen bietet auf einer Verkaufsfläche von 50 m² insgesamt 950 Produkte für den täglichen Bedarf an. Die digitale Verkaufstechnologie macht den Supermarkt zu einem Selbstbedienungsladen, der rund um die Uhr geöffnet hat. Anfang März 2024 gab es 39 dieser teo-Märkte. Aufgrund einer Neubewertung der rechtlichen Lage durften diese in Hessen trotz Abwesenheit von Verkaufspersonal an Sonn- und Feiertagen ab Januar 2024 bis zur Neufassung des hessischen Ladenöffnungsgesetzes im Juli desselben Jahres nicht öffnen.
Im Oktober 2022 hat Migros das Konzept in der Schweiz lanciert, mit der Eröffnung des ersten Migros teo, welche in der Schweiz auch am Wochenende rund um die Uhr zugänglich sind. 2024 wurde die Smart Retail Solutions GmbH mit Sitz in Fulda gegründet, um Teo als Franchising zu vertreiben. Das Unternehmen ist eine Tochter der Migros und Schwester von Tegut, sowie Betreiberin der teo-Märkte, welche nun nicht mehr zu Tegut gehören.

### Herzberger Backwaren
In einigen Märkten bestanden im Vorkassenbereich Bäckereitheken des Tochterunternehmens herzberger. 2012 gab Tegut bekannt, diese selbstbetriebenen Marktcafés aufzugeben, die Flächen mit regionalen Bäckereien zu besetzen und die Herzberger-Backwaren nur noch im Selbstbedienungsbereich der Märkte zu vertreiben.

## Sortiment
Schon seit den 1980er Jahren gehören neben dem herkömmlichen Supermarkt-Sortiment Bio-Lebensmittel zur Produktpalette. Die Bioprodukte machten 2022 28,4 % des Sortiments aus. Die über 3000 verschiedenen Bio-Produkte stammen teilweise von der eigenen herzberger Bäckerei und dem Rhöner Biosphärenrind e. V., die auch eng mit Landwirten der Region Osthessen zusammenarbeiten. Wichtiger Partner für Bio-Produkte ist auch das anthroposophisch geführte Unternehmen Alnatura.
Tegut führt seit 1999 Produkte unter Eigenmarken. Im Juli 2019 begann Tegut damit, in einer Filiale in Fulda 144 Lebensmittel verpackungsfrei anzubieten.

## Kooperationen

### Amazon
Tegut und Amazon bauen ihre seit März 2017 bestehende Kooperation aus und erweitern via Amazon Prime die Online-Lieferung von supermarkttypischen Lebensmitteln in den Großräumen Fulda, Nürnberg, Kassel, Würzburg, Marburg, Gießen, Mainz und Wiesbaden. Dieses Angebot bestand anfangs nur für Kunden in und um Darmstadt und Frankfurt/M. Das Online-Sortiment umfasst dabei 2022 rund 10.000 Produkte. Die Lieferung von Getränken wie Mineralwasser, Bier, oder Milch schließt auch Produkte in Mehrwegbehältern wie z. B. Glasflaschen ein. Allerdings erfolgt im Gegensatz zu anderen Lieferanten keine Rücknahme von Pfandflaschen, das man aber lt. Amazon z. B. durch Nutzung der „örtlichen Abgabestellen“ oder bei tegut-Filialen einlösen könne. In der Beschreibung der speziellen Lieferbedingungen ist dieser „aktuelle“ Verweis auf Tegut-Filialen alleine in den FAQ angegeben.

### Lieferando
Im September 2022 begann in Darmstadt eine Kooperation mit Lieferando.

## Auszeichnungen
- 2008: Deutscher Nachhaltigkeitspreis: „Sonderpreis nachhaltigste Strategie“[43]
- 2008: Bundesverdienstkreuz am Bande für Wolfgang Gutberlet für die hohe Ausbildungsquote, Schaffung neuer Arbeitsplätze und seinen Einsatz für hohe Lebensmittelqualität durch den hessischen Ministerpräsidenten Roland Koch[7]
- 2007: Entrepreneur des Jahres für Wolfgang Gutberlet (Kategorie Handel)[44]